# 1011

## Úmrtí
- 9. února – Bernard I. Saský, saský vévoda z dynastie Billungů (* 950)
- ? – Konrád I. Korutanský, korutanský vévoda (* kolem 975)
- ? – Albert I. Namurský, namurský hrabě (* kolem 950)
- ? – Anna Porfyrogennéta, manželka ruského knížete Vladimíra I. (* 13. března 963)
- ? – Ngô Chân Lưu, vietnamský mnich, učenec a diplomat (* 933)

## Hlavy států
- České knížectví – Jaromír
- Svatá říše římská – Jindřich II.
- Papež – Sergius IV.
- Anglické království – Ethelred II.
- Francouzské království – Robert II.
- Polské knížectví – Boleslav I. Chrabrý
- Uherské království – Štěpán I. svatý
- Byzanc – Basileios II. Bulgaroktonos
- Bulharsko – Samuel
- Chorvatsko – Křesimír III.
- Afghánistán – Mahmúd
- Čína – Šeng-cung (dynastie Liao), Čen-cung (dynastie Severní Sung)
- Lucembursko – Jindřich I.
- Gruzie – Bagrad III. Sjednotitel